# Carolina Garcia-Aguilera
Carolina Garcia-Aguilera (La Habana, 13 de julio de 1949) es una escritora estadounidense originaria de Cuba. Ha escrito diez novelas incluyendo la serie de misterio de Lupe Solano. Su última novela es  Magnolia .

## Biografía
Nació en la La Habana en 1949. Se marchó a Estados Unidos cuando tenía 10 años. Asistió a la escuela en Miss Porters en Farmington, Connecticut, antes de graduarse en historia y ciencia políticas por la Universidad Rollins College en Winter Park, Florida.  
Se convirtió en una detective privada en 1986, con el objetivo de escribir desde su experiencia, el devenir de una detective cubano-americana en Miami. Garcia-Aguilera es autora de diez libros, siete de los cuales pertenecen a la serie Lupe Solano.